# 아우세클리스

아우세클리스 상징

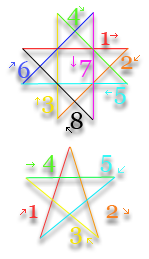
Lietuvēns의 십자가 : Auseklis (위)와 오각형 (아래)은 손을 들지 않고 그려야한다.

아우세클리스 ((Auseklis) (Auseklītis , Ausekliņš , Ausekliņis , Ausekleņis 도 Ausekliņa , Auseklītis)) 라트비아 신화와 밀접하게 연결된 여명의 신이다. 리투아니아 신화의 아우슈리네. 달의 신 메네스와 함께 디에바스의 아들(Dieva dēli)이다. 라트비아 신화에서 사울레, 메네스 다음으로 인기있는 신인데 민요인 다이나에서는 거의 독자적으로 언급된다.
그의 상징은 옷, 담요, 벨트 등 생활용품에서 많이 장식된다.

## 신화에서의 아우세클리스
그는 신들 중에서 가장 막내로 언급된다.
소수의 다이나에서는 아우세클리스가 너무도 어리다는 것을 알려주고 있다.
사울레의 딸인 사울레스 메이타의 신랑으로 등장하는데 다이나에서 아우세클리스가 말에 타고 가기에 너무 어려 그를 위해 제각각의 말을 구입하지만, "아들은 아직 그것을 필요로 하지 않는다"고 말한다. 거기서 '아들'이라는 단어가 아우세클리스 본인을 지칭하는 것인지, 아우세클리스의 아들을 가리키는 것인지, 혹은 말을 가리키는 것인지는 명확하지 않다.
사울레의 딸인 사울레스 메이타 (Saules meita)와 신화에서 신랑으로 등장한다.

## 같이 보기
- 아우슈리네